# Синміхаю-де-Кимпіє (комуна)
Синміхаю-де-Кимпіє (рум. Sânmihaiu de Câmpie) — комуна у повіті Бистриця-Несеуд в Румунії. До складу комуни входять такі села (дані про населення за 2002 рік):
- Бретень (117 осіб)
- Зорень (382 особи)
- Ла-Курте (130 осіб)
- Селкуца (127 осіб)
- Синміхаю-де-Кимпіє (712 осіб) — адміністративний центр комуни
- Ступінь (151 особа)

Комуна розташована на відстані 305 км на північний захід від Бухареста, 29 км на південний захід від Бистриці, 57 км на схід від Клуж-Напоки.

## Населення
За даними перепису населення 2002 року у комуні проживали 1619 осіб.
Національний склад населення комуни:
| Національність | Кількість осіб | Відсоток |
| -------------- | -------------- | -------- |
| румуни         | 1481           | 91,5%    |
| цигани         | 99             | 6,1%     |
| угорці         | 38             | 2,3%     |
| німці          | 1              | 0,1%     |

Рідною мовою назвали:
| Мова      | Кількість осіб | Відсоток |
| --------- | -------------- | -------- |
| румунська | 1585           | 97,9%    |
| угорська  | 34             | 2,1%     |

Склад населення комуни за віросповіданням:
| Релігія        | Кількість осіб | Відсоток |
| -------------- | -------------- | -------- |
| православні    | 1525           | 94,2%    |
| п'ятдесятники  | 46             | 2,8%     |
| реформати      | 29             | 1,8%     |
| римо-католики  | 6              | 0,4%     |
| греко-католики | 5              | 0,3%     |
| адвентисти     | 3              | 0,2%     |
| не релігійні   | 2              | 0,1%     |